# Groundation
Groundation é uma banda de reggae estadunidense, que une características de jazz e blues ao Reggae Roots, originária de Sonoma County, Califórnia. O nome "Groundation" é derivado do feriado rastafari "Grounation".

## História
A banda foi fundada em 1998 por Harrison Stafford, Marcus Urani, e Ryan Newman. Em 1999, Stafford convocou Kris Dilbeck para fundar Young Tree Records e lançar o primeiro disco do Groundation, com o mesmo nome da gravadora. 
Em 2000 juntaram-se a eles David Chachere, que toca trompete, e Kelsey Howard, para o trombone. O saxofonista Jason Robinson participou da banda por um tempo, mas não continuou. O baterista Paul Spina foi convidado para se juntar ao grupo, ocupando o lugar de James Stafford em dezembro de 2001.
Entre 1999 e 2001, Harrison Stafford ensinou o primeiro curso de "História da Música Reggae", na Universidade Estadual de Sonoma.

## Formação
- Harrison Stafford – vocal, guitarra (atual)
- Ryan Newman – baixo (atual)
- Marcus Urani – teclado (atual)
- David "Diesel" Chachere – trompete (atual)
- Kelsey Howard – trombone
- Jason Robinso - Saxophone (atual)
- Paul Spina – bateria
- Te Kanawa "Rufus" Haereiti - bateria (atual)
- Kerry Ann Morgan – coro
- Kim Pommell - coro (atual)
- Jamilla .. - coro (atual)
- Ben Krames – Congas, Timbales, Percussão
- Mingo Lewis Jr. - Congas, Timbales, Percussão (atual)

## Discografia
| Lançado em | Título                          |
| 1999       | Young Tree (Remastered in 2002) |
| 2001       | Each One Teach One              |
| 2002       | Hebron Gate                     |
| 2004       | We Free Again                   |
| 2005       | Dub Wars                        |
| 2006       | Upon the Bridge                 |
| 2008       | Rockamovya                      |
| 2009       | Here I Am                       |
| 2011       | Gathering of the Elders         |
| 2012       | Building An Ark                 |
| 2014       | A Miracle                       |
| 2016       | Each One Dub One                |